# Osma vojvođanska udarna brigada NOVJ-a
Osma vojvođanska udarna brigada NOVJ formirana je 11. rujna 1944. godine u području Jabuke na Fruškoj gori od Fruškogorskog odreda NOP, prebjeglih domobrana i novih boraca. U tri bataljuna ove brigade bilo je oko 790 boraca. Do konca listopada bila je pod neposrednim zapovjedništvom Glavnog stožera (Glavnog štaba) NOV Vojvodine.
Djelovala je po jugoistočnom Srijemu (područje pod NDH i njemačko okupacijsko područje Ostsyrmien), gdje je napadala neprijateljske snage i komunikacije tijekom njihovog povlačenja preko Srijema na zapad. Od 4. do 8. listopada prebacila se s Fruške gore u područje Belegiša, Surduka, a zatim preko Dunava u Banat koji je bio pod njemačkom upravom. Poslije manjih susretnih borbi s neprijateljem spojila se 9. listopada 1944. s postrojbama Crvene armije, s kojima je sudjelovala u oslobođenju Banata. Brigada je podijeljenja u ddije skupine. Prva je prešla Tisu u područje koje je pripojila Mađarska i s ostalim jedinicama dala se u progon neprijateljskih snaga koje su se iz Subotice i Novog Sada užurbano povlačile prema zapadu. 10. listopada 1944. oslobodila je Suboticu od okupatora. Nakon što je u Subotici odbila napad njemačkih snaga iz predratne Mađarske, reorganizirana je i popunjena. Pristupili su joj tad mnogi hrvatski antifašistički borci iz Bačke kao Antun Jaramazović, Josip Išpanović Ivan Jakšić i dr.  Nakon popuna, stanje 31. listopada je bilo u brigadi bilo 5 bataljuna, eskadron konjaništva i divizija protutenkovskog topništva s preko 2000 boraca. 
Tad je ušla u sastav 51. vojvođanske divizije NOVJ. Poslije je upućena u Bajski trokut (Mađarska), na lijevu obalu Dunava, zatim se prebacila u područje Kupusine, Monoštora u Bačkoj, zatim 14. studenoga forsirala Dunav i prešla u Baranju koju je Mađarska u ratu pripojila. Brigada je sudjelovala u bitci kod Batine i u oslobođenju Baranje. Od sredine prosinca djelovala je na lijevoj obali Drave, od njenog ušća u Dunav do sela Tvrđavice. 
Sredinom siječnja 1945. brigada se prebacila na područje pod nadzorom NDH, na desnu obalu Drave i sudjelovala u obrani virovitičkog mostobrana. 9. veljače ponovo se prebacila na lijevu obalu Drave, na područje pod mađarskim nadzorom. Početkom ožujka sudjelovala je u borbama za likvidaciju neprijateljskog prodora i mostobrana kod Bolmana u Baranji. Dana 30. ožujka zamijenila je Jedanaestu brigadu 36. vojvođanske divizije NOVJ na položajima u NDH, na lijevoj obali Dunava. 12. travnja kod Dalja forsirala Dunav i povezala se s desnim krilom postrojbi Prve armije JNA. Nakon zauzimanja Osijeka i oslobađanja grada od satelitske vlasti Osovinskih sila, brigada djeluje u sastavu 51. divizije u napredovanju kroz Podravinu, u zauzimanju i oslobađanja gradova Virovitice, Koprivnice i Varaždina od satelitske vlasti Osovinskih sila. Sudjelovala je u završnim operacijama te u razbijanju i zarobljavanju jake osovinske grupacije u širem području Dravograda. Prema obavijesti politkomesara 14. divizije Ivana Dolničara, snage 51. vojvođanske divizije dobile su naredbu o napredovanju prema okupacijskoj zoni u Austriji. 51. vojvođanska divizija NOVJ, kojoj je pripadala 8. vojvođanska udarna brigada, 1. divizija Knoja, četnici preodjeveni u partizane, Crnogorci (prema Permeovoj knjizi, oni su među prvima izvršili pokolj Hrvata na području između Zidanoga Mosta i Laškoga) i slovenski partizani (što potvrđuje bivši slovenski generalni državni tužitelj Anton Drobnič) spominju se u literaturi kao egzekutori slovenskih, hrvatskih i ostalih vojnika i civila na području Slovenije (Tezno i Teharje, Kočevski Rog, Zidani Most, Trbovlje, Slovenj Gradec...) i Austrije.
Među poginulim borcima ove brigade mnogo je vojvođanskih Hrvata.